# Jaroslav Kadainka
Jaroslav Kadainka (22. března 1897 v Libušíně u Slaného – 1960) byl český voják z povolání a důstojník, byl zaměstnán v československé armádě. Po skončení první světové války vstoupil do řad důstojnického sboru prvorepublikové československé armády. Po Mnichovu se zapojil do vojenského hnutí odporu a za protektorátu byl členem ilegálního domácího protiněmeckého odboje. V posledních dnech druhé světové války během Pražského květnového povstání 1945 fungoval ve štábu povstaleckého velitelství "Alex". Při dojednávání kapitulačního protokolu s německým generálem pěchoty – velitelem jednotek Wehrmachtu v Praze – Rudolfem Toussaintem na půdě České národní rady dne 8. května 1945 v Bartolomějské ulici vystupoval Jaroslav Kadainka jako tlumočník. Jako znalec konceptní služby se ujal řízení druhé poloviny jednání a stal se nakonec i jedním z osmi signatářů Protokolu o provedení formy kapitulace německých branných sil. Jeho vojenskou kariéru v poválečné československé armádě ukončil Únor 1948, nucený odchod z uniformy a zinscenovaný proces završený trestem 17 let těžkého žaláře.

## Životopis

### Studia, první světová válka a první republika
Jaroslav Kadainka se narodil dne 22. února 1897 v Libušíně u Slaného. Po ukončení studia v Praze a maturitě na reálném gymnáziu byl v roce 1915 povolán do rakousko-uherské armády. Na frontě sloužil u 88. pěšího pluku. V srpnu roku 1917 byl povýšen do hodnosti poručíka. Po skončení první světové války se Jaroslav Kadainka rozhodl pro kariéru vojáka z povolání a v listopadu 1918 se přihlásil v Praze do prvorepublikové československé armády. V následujících letech sloužil u různých jezdeckých útvarů. V roce 1932 úspěšně dokončil studia na Vysoké škole válečné v Praze. Ještě téhož roku v červenci (1932) byl povýšen do hodnosti štábního kapitána generálního štábu. V letech následujících získal kvalifikaci leteckého pozorovatele, vyučoval coby profesor na Vysoké škole válečné v Praze předmět "Taktika jezdectva" a dne 1. července 1937 byl povýšen do hodnosti podplukovníka generálního štábu. V době ohrožení republiky (na podzim roku 1938) působil v Pardubicích ve funkci zástupce velitele Jezdeckého učiliště.

### Během protektorátu
Po vyhlášení protektorátu byla československá armáda rozpuštěna a Jaroslav Kadainka byl oficiálně ve výslužbě, ale pracovně byl umístěn v "Obchodní a živnostenské komoře", kde zastával funkci smluvního překladatele (pro výkon tohoto zaměstnání měl kvalifikační předpoklady a to jako znalec německého jazyka vybavený navíc i zkušenostmi z konceptní služby). Jako bývalý vysoký prvorepublikový důstojník se Jaroslav Kadainka záhy po německé okupaci 15. března 1939 zapojil do práce v ilegálních vojenských odbojových strukturách.

### Květen 1945
Během Pražského květnového povstání 1945 náležel bývalý podplukovník generálního štábu Jaroslav Kadainka do štábu povstaleckého velitelství "Alex", kde zastával funkci přednosty II. (zpravodajského) oddělení. Tady zastupoval bývalého podplukovníka generálního štábu Oskara Pejšu, který v době bojů v pražských ulicích a na barikádách velel bojovému úseku Vašek-Rákos v Praze – Podbabě.
V úterý 8. května 1945 v 10.45 se do sídla České národní rady v Bartolomějské ulici číslo 7 (nynější (2016) adresa Bartolomějská 306/7) do budovy tehdejšího Ústředního sociálního úřadu hlavního města Prahy dostavil k jednání s Českou národní radou německý generál pěchoty – velitel jednotek Wehrmachtu v Praze – Rudolf Toussaint a vojenský velitel pro Prahu – generálmajor Arthur von Briesen. Téhož dne (8. května 1945) v 16.00 zde byla podepsána dohoda o odchodu německých jednotek z Prahy. Jednalo se o kapitulační protokol, který byl uzavřen mezi velitelem pražské německé posádky generálem Rudolfem Toussaintem na straně jedné a následujícími signatáři, jimiž byli:
- Dr. Albert Pražák (předseda ČNR),
- Josef Smrkovský (člen předsednictva ČNR, člen KSČ),
- Dr. Josef Kotrlý (člen předsednictva ČNR, člen ČSSD),
- kapitán Jaromír Nechanský (předseda vojenské komise ČNR),
- brigádní generál Karel Kutlvašr (vojenský velitel Velké Prahy),
- podplukovník generálního štábu František Bürger-Bartoš (náčelník štábu generála Karla Kutlvašra) a
- podplukovník generálního štábu "Jaroslav Kadaňka", kterým nebyl nikdo jiný než Jaroslav Kadainka, který zde jednak reprezentoval vojenské velitelství "Alex", jehož byl součástí (s funkcí přednosty II. (zpravodajského) oddělení), jednak zde vystupoval jako tlumočník, znalec německého jazyka a konceptní služby.[9]

Dokument stanovoval čas zahájení odchodu (8. května 1945 v 18.00) a precizoval další detaily odchodu německých jednotek z Prahy a okolí. Po druhé světové válce sovětská strana proti tomuto dokumentu, tzv. Protokolu o provedení formy kapitulace německých branných sil ostře protestovala. Později to vedlo k deformovaným výkladům historie Pražského povstání a k perzekuci českých signatářů této dohody.

## Po druhé světové válce
Po skončení druhé světové války byl Jaroslav Kadainka zařazen (až do konce roku 1945) ve skupině "Průmysl", která působila na 5. oddělení hlavního štábu. V následujícím roce (1946) přednášel Jaroslav Kadainka znovu coby profesor na Vysoké škole válečné v Praze. V období let 1947–1948 pracoval opět v Pardubicích ve výcvikovém středisku jezdectva. Po Únoru 1948 byla ale jeho vojenská kariéra rychle ukončena. V dubnu 1948 musel Jaroslav Kadainka opustit armádu. Později byl zatčen a v inscenovaném procesu odsouzen k 17 letům odnětí svobody. Zemřel v roce 1960, pohřben je na hřbitově Šárka v Praze-Dejvicích.

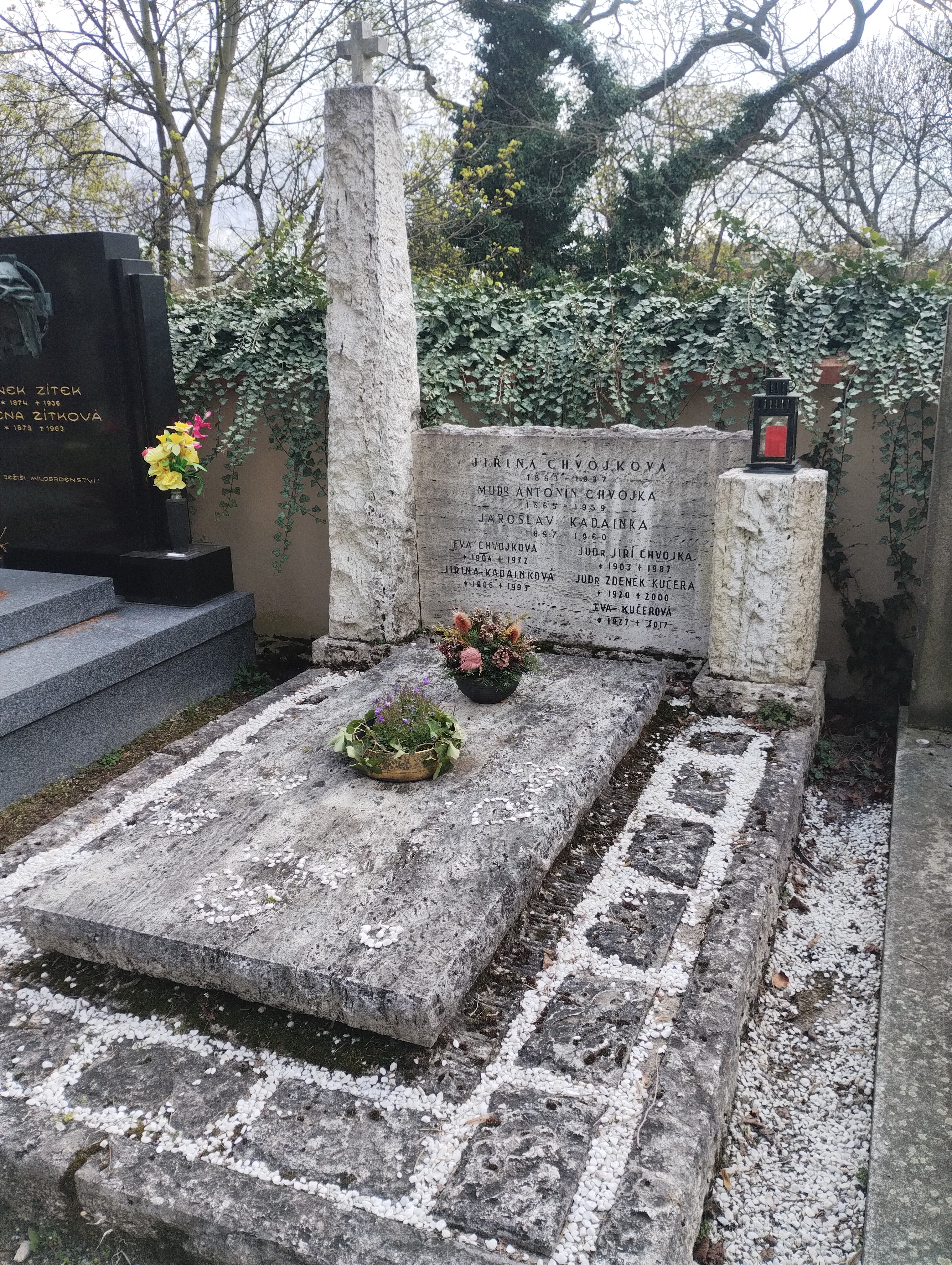
Hrob Jaroslava Kadainky na hřbitově Šárka, Praha 6 - Dejvice
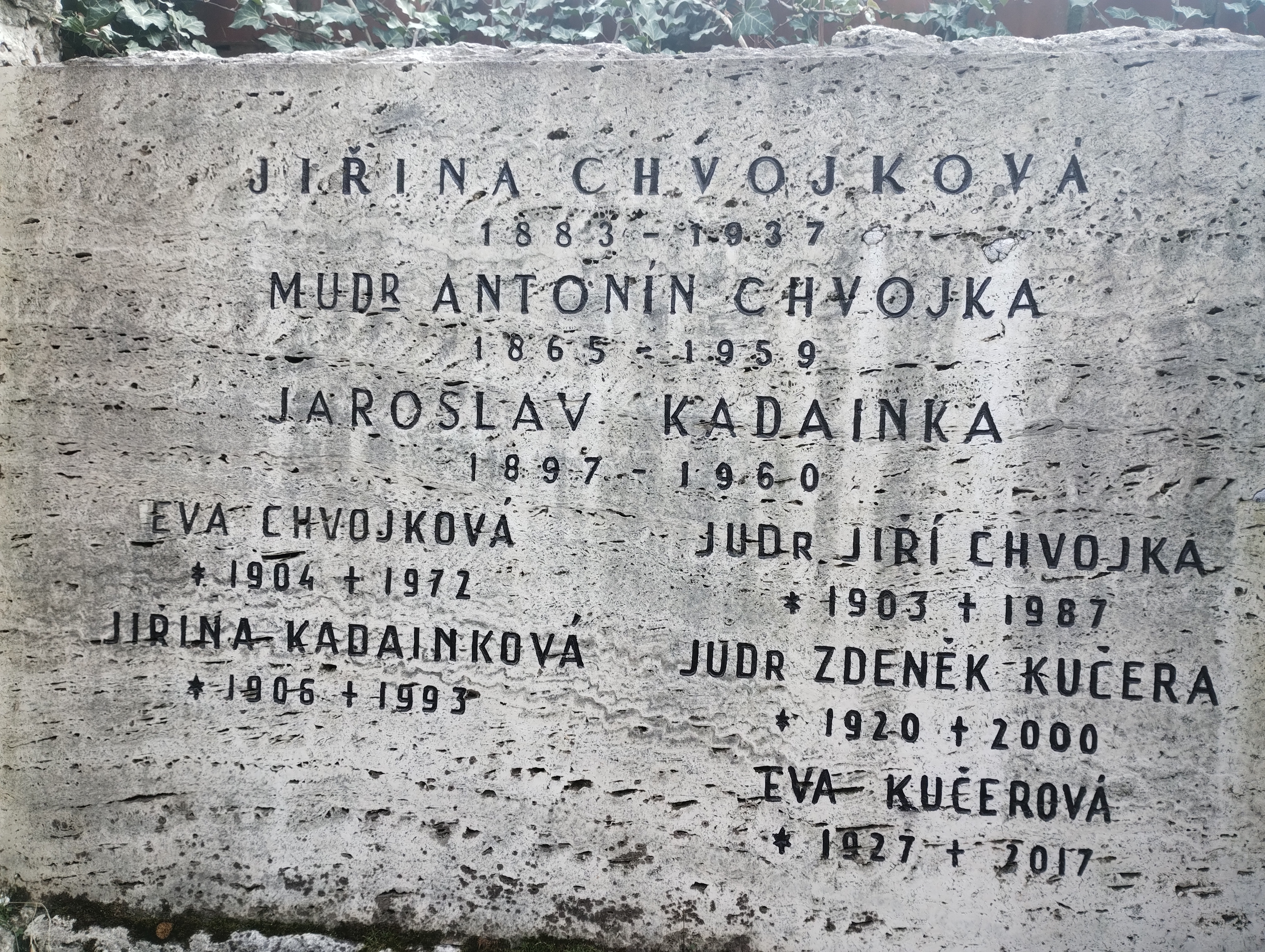
Detail desky na hrobu Jaroslava Kadainky na hřbitově Šárka, Praha 6 - Dejvice

## Dohra po Únoru 1948
Osud osmi signatářů "Protokolu o provedení formy kapitulace německých branných sil" v poválečném Československu (zejména po Únoru 1948) byl následující:
- Generál Rudolf Toussaint byl v roce 1947 odsouzen k doživotí. V roce 1961 byl z vězení předčasně propuštěn a odjel do Německa, kde v roce 1968 zemřel.
- Generál Karel Kutlvašr byl krátce po únorovém převratu přeložen do výslužby a koncem roku 1948 zatčen. V inscenovaném procesu byl 16. května 1949 Státním soudem v Praze odsouzen za velezradu k trestu odnětí svobody na doživotí a současně k degradaci na vojína v záloze. Až do prezidentské amnestie Antonína Zápotockého v roce 1960 byl vězněn na Mírově a v Leopoldově. Na svobodu se vrátil s podlomeným zdravím a starobním důchodem tak malým, že se musel živit nejprve jako hlídač v Jízdárně Pražského hradu a poté co odtamtud musel odejít, jako noční vrátný v Nuselském pivovaru. Zemřel náhle 2. října 1961 v nemocnici v Motole.
- Major Jaromír Nechanský byl zatčen 4. září 1949 a obviněn z velezrady, vyzvědačství a spolčení proti republice, za což byl 14. června 1950 odsouzen k trestu smrti, ztrátě hodnosti a vyznamenání. Odvolání bylo vrchním soudem v Brně zamítnuto. Popraven byl v pankrácké věznici 16. června 1950 v ranních hodinách.
- Podplukovník Jaroslav Kadainka byl koncem dubna 1948 nucen opustit armádu. Později byl zatčen a v inscenovaném procesu odsouzen k 17 letům těžkého žaláře.
- Josef Smrkovský byl zatčen v roce 1951 a ve vykonstruovaném procesu byl obviněn ze spolupráce s protistátním spikleneckým centrem Rudolfa Slánského. Při výsleších byl Josef Smrkovský podroben křiku, temnici, hladu i fyzickému násilí ale přesto se nikdy nepřiznal. I přes nedostatek důkazů byl odsouzen za vlastizradu a sabotáž k dlouhodobému odnětí svobody na 15 let. Trest nastoupil ve věznici v pražské Ruzyni, kde byl podrobován kázeňským trestům včetně temnice. Ve vězení však nakonec strávil pouze 4 roky – v roce 1955 byl propuštěn na svobodu;
- Dr. Josef Kotrlý byl od roku 1947 konzulárním úředníkem v Kanadě a po Únoru 1948 zůstal v emigraci.
- Profesor Dr. Albert Pražák byl postižen zákazem výuky na fakultě.
- Podplukovník František Bürger-Bartoš byl dne 3. května 1950 zatčen orgány Státní bezpečnosti. Při prohlídce byly v jeho bytě nalezeny letecké snímky z předmnichovského období. To bylo tendenčně interpretováno jako „přečin nedbalého uchovávání státního tajemství". Následoval soud, jehož verdiktem byla degradace do hodnosti vojína a trest ve výši osmi měsíců vězení. Po propuštění z výkonu trestu (3. ledna 1953) se František Bürger vrátil do Prahy, kde pracoval jako úředník ve Státním pedagogickém nakladatelství (SPN). Koncem roku 1957 byl zproštěn obžaloby a byla mu navrácena generálská hodnost. O pět let později ochrnul po mozkové mrtvici a poslední dva roky svého života prožil upoután na lůžko. Zemřel 15. října 1964 v Praze.